# Marine Electric
El SS Marine Electric fue un granelero de 184 metros de eslora que se hundió el 12 de febrero de 1983, a unas 30 millas de la costa de Virginia (Estados Unidos), a 40 metros de profundidad. Treinta y uno de los 34 miembros de la tripulación perdieron la vida debido a la hipotermia; los tres sobrevivientes soportaron 90 minutos a la deriva en las frías aguas del océano Atlántico. El naufragio dio lugar a algunas de las reformas marítimas más importantes de la segunda mitad del siglo XX. La tragedia endureció los estándares de inspección, dio lugar a la obligatoriedad de los trajes de supervivencia para las travesías invernales del Atlántico Norte y ayudó a crear el programa de nadadores de rescate de la Guardia Costera.

## Hundimiento
El Marine Electric zarpó para su último viaje el 10 de febrero de 1983, navegando desde Norfolk (Virginia) hasta Somerset (Massachusetts) ¡, con un cargamento de 24.800 toneladas de carbón granulado. El barco navegó en medio de una tormenta feroz (que en última instancia batió récords) que se estaba formando.
El Marine Electric se acercó a la entrada de la bahía de Chesapeake alrededor de las 2:00 a.m. del jueves 10 de febrero. Luchó contra olas de 25 pies (7,6 m) y vientos con ráfagas de más de 55 millas por hora (89 km/h), luchando contra la tormenta para llegar a puerto con su carga.
Al día siguiente, la Guardia Costera de los Estados Unidos le pidió que regresara para ayudar a un barco pesquero, el Theodora, que estaba haciendo agua. El Theodora finalmente se recuperó y continuó su rumbo oeste de regreso a Virginia; el Marine Electric giró hacia el norte para reanudar su ruta original.
En las primeras horas de la mañana del 12 de febrero, los miembros de la tripulación notaron que la proa del barco se encontraba baja en el agua. Se hicieron múltiples llamadas de socorro a la Guardia Costera a partir de las 2:51 am. Poco después, el Marine Electric volcó, matando a 31 de los 34 tripulantes.

## Investigación
Durante la investigación del hundimiento del barco, los representantes de MTL plantearon la teoría de que el barco encalló durante una maniobra para ayudar al Theodora, dañando fatalmente el casco. Sostuvieron que fue este encallamiento lo que provocó que el Marine Electric se hundiera cinco horas después. Sin embargo, estas teorías fueron refutadas por la evidencia fáctica descubierta durante la investigación de la Guardia Costera.
Las investigaciones de la Guardia Costera, dirigidas por el capitán Dominic Calicchio, y los exámenes independientes del naufragio descubrieron que el Marine Electric había salido del puerto en condiciones no aptas para navegar, con agujeros enormes en las placas de cubierta y las tapas de las escotillas. Estos habían sido observados en múltiples puntos por el primer oficial sobreviviente Bob Cusick, quien testificó que MTL no había hecho ningún esfuerzo para rectificar los problemas. Las tapas de las escotillas, en particular, planteaban un problema, ya que sin ellas la bodega de carga podría llenarse de agua en la tormenta y arrastrar el barco hacia abajo.
Los investigadores descubrieron que gran parte de la documentación que respaldaba las declaraciones de MTL sobre la navegabilidad del Marine Electric era falsa. Los registros de inspección mostraban inspecciones de las tapas de las escotillas durante períodos en los que, de hecho, habían sido retiradas del barco para su mantenimiento; las inspecciones se registraron durante períodos en los que el barco no estaba en puerto. Un representante del fabricante de las tapas de las escotillas advirtió a MTL en 1982 que su estado suponía una amenaza para la navegabilidad del barco, pero los inspectores nunca las probaron. Sin embargo, el Marine Electric fue certificado repetidamente como apto para navegar.
Parte del problema fue que la Guardia Costera delegó parte de su autoridad de inspección a la Oficina Estadounidense de Transporte Marítimo (ABS, por sus siglas en inglés). La ABS es una agencia privada sin fines de lucro que desarrolló reglas, estándares y pautas para los cascos de los barcos. A raíz de la tragedia del Marine Electric, surgieron dudas sobre el éxito con el que la ABS estaba ejerciendo la autoridad de inspección que se le había delegado, así como sobre si la Guardia Costera tenía siquiera la autoridad para delegar esa función. También hubo un conflicto de intereses en el sentido de que las tarifas de inspección pagadas a la ABS eran pagadas por los propietarios de los barcos.

## Consecuencias
Tras el hundimiento del Marine Electric, el periódico The Philadelphia Inquirer encargó a dos periodistas, Tim Dwyer y Robert Frump, que investigaran las catástrofes de los barcos antiguos. En la serie, los guionistas concluyeron que los programas gubernamentales diseñados para fortalecer la marina mercante habían mantenido a flote a los barcos inseguros. Frump escribió más tarde un libro, Until the Sea Shall Free Them, sobre el hundimiento.
A raíz del informe de la Junta Marítima y de la investigación del periódico, la Guardia Costera cambió drásticamente sus procedimientos de inspección y supervisión. El informe de la Guardia Costera señaló que la ABS, en particular, "no puede considerarse imparcial", y calificó de negligencia su incapacidad para advertir los problemas críticos del barco. Al mismo tiempo, el informe señaló que "la inexperiencia de los inspectores que subieron a bordo del Marine Electric y su incapacidad para reconocer los riesgos de seguridad... plantea dudas sobre la capacidad de los inspectores de la Guardia Costera para hacer cumplir las leyes y reglamentos de manera satisfactoria".
Aunque el comandante de la Guardia Costera no aceptó todas las recomendaciones del informe de la Junta Marina, las inspecciones se intensificaron y 90 antiguas reliquias de la Segunda Guerra Mundial que todavía funcionaban 40 años después de la guerra fueron enviadas a desguaces. ("Disasters at Sea" S01E02 Deadly Neglect 2019). En 2003, el capitán de la Guardia Costera Dominic Calicchio recibió póstumamente el premio Plimsoll de la revista Professional Mariner en parte por su papel como miembro de la Junta de Investigación Marina.
Además, la Guardia Costera exigió que se utilizaran trajes de supervivencia en todas las travesías invernales del Atlántico Norte. Más tarde, como resultado directo de las bajas en el Marine Electric , el Congreso presionó para que la Guardia Costera estableciera el programa de Nadadores de Rescate de la Guardia Costera.

## En la cultura popular
El primer oficial Bob Cusick atribuyó su supervivencia al naufragio a la canción de Stan Rogers "The Mary Ellen Carter". La canción, que detalla las hazañas de una tripulación leal que trabajó para rescatar el buque que da nombre al barco, y más específicamente las últimas estrofas, fue cantada repetidamente por Cusick para mantenerse despierto en el fuerte oleaje del Atlántico.
Tras su terrible experiencia, Cusick le escribió una carta a Rogers, detallando su terrible experiencia. Rogers respondió invitando a Cusick a lo que sería uno de sus últimos conciertos, anunciando en el escenario que a su regreso a Canadá escribiría una nueva canción específicamente sobre el hundimiento del Marine Electric. Sin embargo, antes de que pudiera hacerlo, Rogers murió a bordo del vuelo 797 de Air Canada, dejando la canción sin escribir.
La primera temporada de la serie de 2019 "Desastres en el mar" documentó la historia del SS Marine Electric en su segundo episodio 'Deadly Neglect'.